# Brewster's Millions (pel·lícula de 1921)
Brewster's Millions és una pel·lícula muda de la Famous Players-Lasky (futura Paramount) dirigida per Joseph Henabery i protagonitzada per Roscoe Arbuckle. La pel·lícula, basada en la novel·la homònima de George Barr McCutcheon, es va estrenar el gener de 1921. Es considera una pel·lícula perduda. La pel·lícula probablement hagués estat un gran èxit ni no hagués estat que poc abans de la seva estrena (al desembre de 1920) Arbuckle fou acusat de la presumpta violació i mort de l’actriu Virginia Rapé, que acabà amb la carrera de l’actor.

## Argument
Quan Monte Brewster era un nen, els dos avis, un de ric i l'altre un home fet a si mateix, es barallaven sobre com s'havia de criar la criatura. La mare imposa el seu criteri i decideix educar el nen a la seva manera. Passen 21 anys i Monte és empleat en una oficina d'una companyia de vaixells de vapor. En aquest moment els avis es tornen a reunir i li fan una oferta per tal que aprengui a ser un adult: un avi li dona un milió de dòlars i l'altre li ofereix quatre milions de dòlars sempre i quan al cap d'un any hagi gastat el primer milió de dòlars. Altres condicions són que al cap de l'any ha d'estar absolutament arruïnat, que no es podrà casar durant cinc anys i que no pot comunicar a ningú l'acord. Monte fa tot el que pot per desfer-se dels diners però tot el que fa acaba provocant que guanyi més diners. Decideix contractar tres homes que l'ajudin a gastar-los però aquests els inverteixen amb massa prudència. Ells contracten a Peggy Gray com a secretària de Monte perquè ajudi a gestionar els seus assumptes i no perdi els seus diners. Peggy compra unes mines al Perú i amb un vaixell llogat per Monte per a un creuer de plaer marxen a visitar-les sense poder-hi arribar mai ja que rescaten un vaixell en perill i es veuen obligats a tornar enrere. A l'últim moment, Monte acaba completament arruïnat però decideix casar-se amb Peggy. Sortosament la recompensa per haver rescatat aquell vaixell li fa guanyar dos milions de dòlars, i el govern peruà allarga la concessió per treballar les mines, així que tot acaba feliçment.

## Repartiment
- Roscoe Arbuckle (Monte Brewster)
- Betty Ross Clarke (Peggy)
- Fred Huntley (Mr. Brewster)
- Marian Skinner (Mrs. Brewster)
- James Corrigan (Mr. Ingraham)
- Jean Acker (Barbara Drew)
- Charles Ogle (coronel Drew)
- Neely Edwards (MacLeod)
- William Boyd (Harrison)
- L.J. McCarthy (Ellis)
- J. Parker McConnell (Pettingill)
- John MacFarlane (Blake)